# 어파
어파(語派)란 언어학에서 같은 어족에서 분화되어 어족과 같은 일정한 언어적 단일체를 이루다가 다시 분화한 일련의 언어들을 일컫는 말이다.
모두 같은 어족에서 분화되었기 때문에 같은 어족의 다른 어파에 속한 언어들과도 일정한 특성을 공유하기도 하지만, 해당 어파만의 독특한 특성을 가진 경우도 있다. 상위개념인 어족에 속하면서 동시에 하위개념인 어군을 포함하기도 한다.

## language family: 어족, 어파, 어군
영어는 인도유럽어족 게르만어파 서게르만어군이고, 프랑스어는 인도유럽어족(Indo-European languages) 이탈리아어파 로망스어군(Romance languages)이다.
하지만 국제적인 언어학에서는 학명 나누듯이 계층적으로 어족, 어파, 어군이라는 명칭을 써서 나누지 않고, 모두 language family라고 부르며, Romance family가 Indo-European family의 부분 집합이라는 개념으로 설명한다.

## 같이 보기
- 어족
- 어군 (언어학)